# Ichita Yamamoto

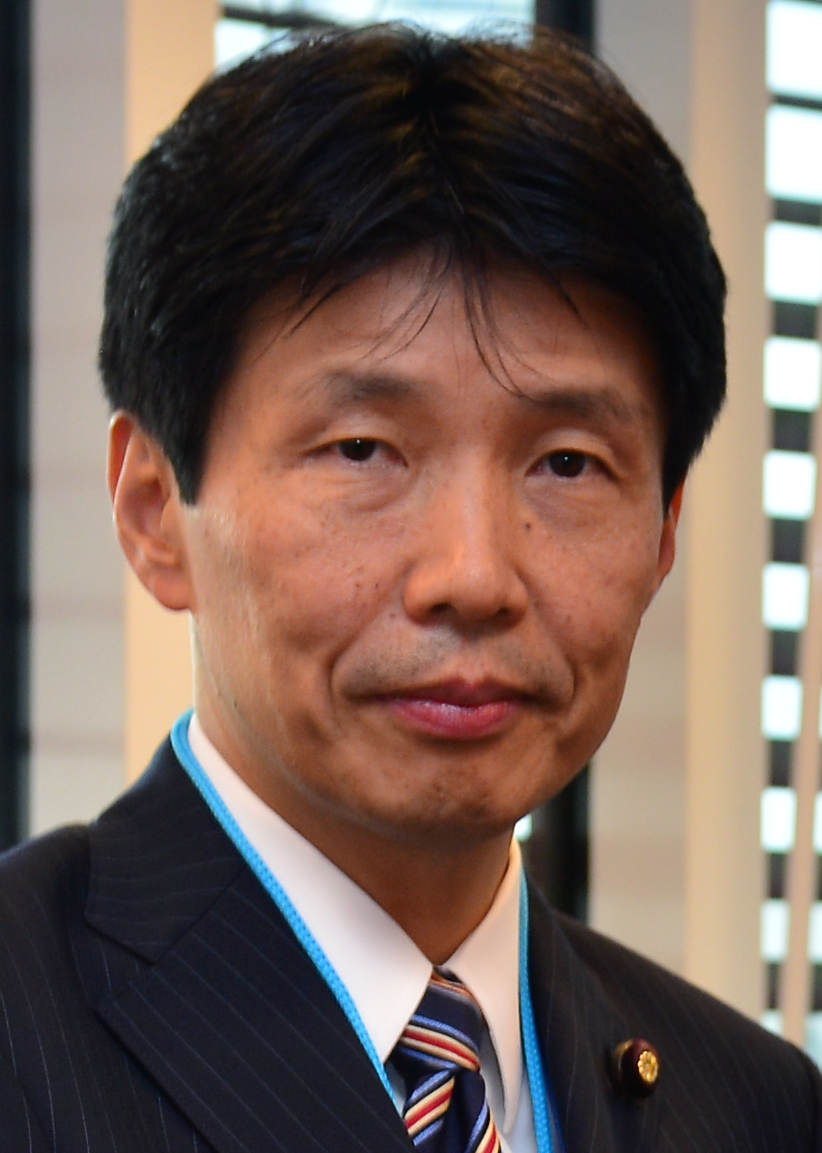
Ichita Yamamoto (2013)

Ichita Yamamoto (jap. 山本 一太, Yamamoto Ichita; * 24. Januar 1958 in Kusatsu, Kreis Agatsuma, Präfektur Gunma) ist ein japanischer Politiker und seit 2019 Gouverneur von Gunma. Von 1995 bis 2019 war er für die Liberaldemokratische Partei (LDP) einer der beiden Vertreter der Präfektur Gunma im Senat, von 2012 bis 2014 Okinawa-, Wissenschafts- und Raumfahrtminister.
Yamamoto schloss ein Studium an der rechtswissenschaftlichen Fakultät der Chūō Daigaku und ein Aufbaustudium an der Georgetown University ab. Ab 1986 arbeitete er für die kokusai kyōryoku jigyōdan (engl. Japan International Cooperation Agency), den Vorläufer der heutigen kokusai kyōryoku kikō (engl. Japan International Cooperation Agency), die als Selbstverwaltungskörperschaft im Auftrag der Regierung japanische Entwicklungshilfe koordiniert. 1991 wurde er in die Zentrale des Entwicklungsprogramms der Vereinten Nationen in New York versetzt.
In die aktive Politik wechselte Yamamoto bei der Senatswahl 1995, als er in Gunma für die Nachfolge seines wenige Monate vor der Wahl verstorbenen Vaters Tomio Yamamoto kandidierte, ehemaliger Landwirtschaftsminister und Generalsekretär der LDP-Fraktion im Senat, der Gunma dort seit 1977 vertreten hatte. Gunma wählte 1995 noch zwei Senatoren pro Teilwahl: Mit klar dem höchsten Stimmenanteil (44 %) vor dem wiedergewählten sozialistischen Amtsinhaber Giichi Tsunoda (27 %) gewann Yamamoto einen Sitz – sein Vater hatte sechs Jahre zuvor mit deutlichem Rückstand nur den zweithöchsten Stimmenanteil hinter Tsunoda erzielt. Bei der Wahl 2001 wurden Yamamoto und Tsunoda (inzwischen Demokrat) in gleicher Reihenfolge wiedergewählt (Yamamoto 40 %, Tsunoda 28 %). Als Gunma bei der Senatswahl 2007 zum Einmandatswahlkreis wurde, stellte die Demokratische Partei keinen eigenen Gegenkandidaten auf, nur ihr kleiner Koalitionspartner NVP sowie die KPJ: Yamamoto wurde souverän mit 62 % der Stimmen für eine dritte Amtszeit wiedergewählt. Bei der Wahl 2013 wurde er mit 71,9 % der Stimmen gegen die Demokratin Fujiko Kagaya (15,3 %) und zwei weitere Kandidaten erneut im Amt bestätigt.
2008 wurde er unter dem Kabinett Yasuo Fukuda Vizeminister im Außenministerium, 2012 im zweiten Kabinett Abe Minister beim Kabinettsamt für besondere Aufgaben (Okinawa und die Nördlichen Territorien, Wissenschafts- und Technologiepolitik, Weltraumpolitik) und erhielt weitere Zuständigkeiten (ohne eigenständigen Etat bei anderen Ministerien oder Behörden angesiedelt): für IT-Politik, maritime Angelegenheiten und Territorialkonflikte. Bei einer Kabinettsumbildung im September 2014 löste ihn Shun’ichi Yamaguchi ab. Von 2016 bis 2017 war er Vorsitzender des Haushaltsausschusses im Senat, sein Nachfolger wurde Genjirō Kaneko.
Im Juli 2019 kandidierte Yamamoto bei der Gouverneurswahl in Gunma für die Nachfolge von Masaaki Ōsawa, der nicht wieder antrat. Die Gouverneurswahl fiel 2019 mit der Senatswahl zusammen; Yamamoto verlor sein Abgeordnetenmandat automatisch mit Beginn der gesetzlichen Gouverneurswahlkampfperiode (=Kandidatur für ein inkompatibles Amt) am 4. Juli. Mit Wahlunterstützung von LDP und Kōmeitō gewann er mit Dreiviertelmehrheit gegen den KPJ-gestützten Mittelschullehrer und Gewerkschafter Kiyoto Ishida. Er übernahm das Gouverneursbüro am 29. Juli.